# Мо и Рана
Мо и Рана (норв. Mo i Rana) је значајан град у Норвешкој. Град је у оквиру покрајине Северне Норвешке и други је по величини град округа Нордланд. Мо и Рана је седиште општине Рана.

## Географија
Град Мо и Рана се налази у северном делу Норвешке. Од главног града Осла град је удаљен 970 km северно.
Мо и Рана се налази на северозападној обали Скандинавског полуострва, у историјској области Хелгеланд. Град се развио уз Рански фјорд, залив Северног мора. Град са југа окружују планине, које се стрмо уздижу из приобаља. Сходно томе, надморска висина града иде од 0 до 50 м надморске висине.

## Историја
Први трагови насељавања на месту данашњег Мо и Ране јављају се у доба праисторије, али важнијег насеља није било све до 18. века. Око 1730. године, под утицајем појаве рударства и јачањем поморства, почиње развој трговишта на датом месту.
Насеље се полако развијало, па је тек 1923. године добило градска права.
Током петогодишње окупације Норвешке (1940—45) од стране Трећег рајха Мо и Рана и његово становништво нису значајније страдали.

## Становништво
Данас Мо и Рана са предграђима има око 18 хиљада у градским границама и близу 26 хиљада у подручју општине. Последњих година број становника у граду стагнира.

## Привреда
Привреда Мо и Ране се заснива на рударству (вађење гвожђа) и индустрији челика. Последњих деценија значај туризма, трговине, пословања и услуга је све већи.

## Збирка слика
- Средиште Мо и Ране
- Седиште општине Рана
- Главна градска црква
- Народно читалиште Норвешке - одељење у Мо и Рани